# 十日市場站 (山梨縣)
十日市場站（日语：／ Tōkaichiba eki */?）位於日本山梨縣都留市十日市場，屬於富士急行大月線的車站，車站編號為FJ09。

## 歷史
1929年（昭和4年）6月19日：開業。

## 車站結構
側式月台1面1線的地面車站。

## 使用情況
2013年度（平成25年度）1日平均上下車人次為123人。

## 相鄰車站
富士急行
■大月線
都留文科大學前（FJ08）－十日市場（FJ09）－東桂（FJ10）

## 外部連結
- 十日市場站（页面存档备份，存于） - 富士急行